# Jürgen Seydel
Jürgen Seydel (* 12. September 1917; † 3. August 2008) gilt als der Vater des Karate in Deutschland.
1939 begann Seydel mit dem Judo-Training an der Universität Bonn. 1955 erfuhr er durch einen Artikel in einer französischen Zeitschrift von dem bis dahin in Deutschland unbekannten Karate. 1957 gründete Seydel nach den Angaben der JKA den ersten  Karate-Club Deutschlands in Bad Homburg und eröffnete bald darauf ein Studio in Usingen. Hier lehrte er aus einem Lehrbuch von Henry Plée und mit dem Wissen, das er sich auf Lehrgängen angeeignet hatte. 1959 bestand er die Prüfung zum 1. Dan. Bis 1965 war er damit der einzige Danträger Deutschlands. Seydels prominentester Schüler war der in Deutschland stationierte G. I. Elvis Presley.
Jürgen Seydel wurde für seine Verdienste rund um das Karate in Deutschland von Bundespräsident Richard von Weizsäcker mit dem Bundesverdienstkreuz ausgezeichnet.

## Veröffentlichungen
- Jugenderinnerungen und Kriegsreportagen – Kamen : Karthause-Schmülling, 2007, 1. Aufl.
- Karate – Bad Homburg v.d.H. : Kratschmer